# Tyrod Taylor
(en) Statistiques sur pro-football-reference
Tyrod Di'allo Taylor, né le 3 août 1989 à Hampton dans l'État de Virginie aux États-Unis, est un sportif professionnel américain de football américain évoluant au poste de quarterback au sein de la National Football League (NFL) depuis la saison 2011.
Sélectionné en 180e choix global lors du sixième tour de la draft 2011 de la NFL par la franchise des Ravens de Baltimore, il y joue pendant quatre saisons (2011-2024) avant de rejoindre les Bills de Buffalo (2015–2017), les Browns de Cleveland (2018), les Chargers de Los Angeles (2019–2020), les Texans de Houston (2021), les Giants de New York (2022–2023) et les Jets de New York en 2024.
Avec les Ravens, il remporte 34 à 31 le Super Bowl XLVII de la saison 2012 joué contre les Patriots de la Nouvelle-Angleterre et, avec les Bills, il obtient une sélection pour le Pro Bowl 2016.
Au niveau universitaire, il a joué pour les Hokies de l'institut polytechnique et université d'État de Virginie pendant qutre saisons (2007-2010) dans la NCAA Division I FBS et son Atlantic Coast Conference (ACC). Il est sélectionné dans la première équipe de l'ACC et est désigné meilleur joueur et meilleur joueur offensif de l'ACC au terme de la saison 2010.

## Biographie

### Carrière universitaire
Il éudie à l'Institut polytechnique et université d'État de Virginie et y joue au niveau universitaire de 2007 à 2010 pour les Hokies de Virginia Tech au sein de la NCAA Division I Football Bowl Subdivision et son Atlantic Coast Conference (ACC).
Au terme du championnat 2010, il se voit décerner le titre de meilleur joueur et de meilleur joueur offensif en ACC tout en étant sélectionné dans la première équipe de cette conférence.

### Carrière professionnelle

#### Ravens de Baltimore
Il est sélectionné par les Ravens de Baltimore au sixième tour, 180e rang au total, lors de la draft 2011 de la NFL. Remplaçant de Joe Flacco, il est peu utilisé durant la saison 2011, en ne jouant que trois parties, et ce, de manière brève.
La saison suivante, lors du dernier match du calendrier régulier contre les Bengals de Cincinnati, les Ravens font reposer Flacco après lui avoir fait débuter le match et utilisent Taylor pour le restant de la partie, lui offrant pour la première fois un temps de jeu significatif. Dans la défaite de son équipe au score de 23-17, il complète 15 de ses 25 passes pour 149 yards et cause une interception, et démontre ses talents de coureur en gagnant 65 yards et en marquant un touchdown. De retour comme remplaçant lors de la phase éliminatoire, il assiste à la victoire des Ravens lors du Super Bowl XLVII face aux 49ers de San Francisco.

#### Bills de Buffalo
Après deux autres saisons comme remplaçant, il signe le 12 mars 2015 un contrat comme agent libre avec les Bills de Buffalo. Après avoir été en compétition avec les quarterbacks E. J. Manuel et Matt Cassel pour le poste de titulaire, Taylor est désigné par l'entraîneur Rex Ryan pour commencer le premier match de la saison, face aux Colts d'Indianapolis. À son premier match en carrière comme titulaire, il réussit 14 passes sur 19 tentatives pour 195 yards de gain et une passe de touchdown.
À sa première saison avec les Bills, il complète 63,7 % de ses passes pour 3 035 yards et marque 20 touchdowns à la passe. Il a également gagné 568 yards par la course pour quatre autres touchdowns. Grâce à ses performances durant la saison 2015, est nommé pour le Pro Bowl en remplaçant Cam Newton des Panthers de la Caroline, qui ne peut y prendre part à cause de la présence de son équipe au Super Bowl.
Peu avant le début de la saison 2016, il signe un contrat de 6 ans pour un montant de 92 millions de dollars avec les Bills. Il dépasse une nouvelle fois la barre des 3 000 yards à la passe cette saison et réussit 17 passes de touchdown contre 6 interceptions.
Après le renvoi de Rex Ryan de son poste d'entraîneur, l'avenir de Taylor à Buffalo est incertain. Il accepte finalement de restructurer son contrat avec les Bills afin de donner plus de flexibilité financière à son équipe. Bien qu'il connaisse des performances inconstantes cette saison, il aide les Bills à se qualifier en phase éliminatoire pour la première fois depuis 1999. Face aux Jaguars de Jacksonville lors du premier tour, il lance pour 134 yards et se fait intercepter une fois. Il ne termine pas la partie à cause d'une commotion cérébrale et voit son équipe perdre le match 10-3.

#### Browns de Cleveland
En mars 2018, il est échangé aux Browns de Cleveland contre une sélection de troisième tour pour la draft de 2018. Malgré la sélection par les Browns du quarterback Baker Mayfield en tout choix lors de la draft, Taylor est titularisé pour le premier match de la saison. Lors du troisième match face aux Jets de New York, Taylor se blesse et doit quitter la partie, ce qui amène Mayfield à prendre le relais qui mène les Browns à leur première victoire de la saison. Mayfield est par la suite titularisé pour le restant de la saison, laissant Taylor sur le banc.

#### Chargers de Los Angeles
Le 13 mars 2019, il signe un contrat de deux saisons avec les Chargers de Los Angeles. Il est le substitut de Philip Rivers qu'il remplace au cours du match de la 14e semaine gagné 45 à 10 contre les Jaguars de Jacksonville et au cours duquel il inscrit un touchdown de 14 yards (réception de Virgil Green).
Après le camp d'entraînement et à la suite du départ de Rivers vers les Colts d'Indianapolis, l'entraîneur Anthony Lynn désigne Taylor en tant que titulaire, son remplaçant étant Justin Herbert, débutant sélectionné lors du premier tour de la draft par la franchise. Taylor est donc titularisé pour la première fois depuis la 3e semaine de la saison 2018. Il réussit 16 des 30 passes tentées pour un gain de 208 yards et remporte le match 16 à 13 contre les Bengals,. Taylor se blesse aux côtes lors de l'échauffement avant le match suivant contre les Chiefs. Il est hospitalisé et Herbert commence le match. Quelques jours plus tard, il est révélé que le médecin des Chargers avait accidentellement perforé le poumon de Taylor en lui administrant une injection d'analgésique avant le match. Le 8 octobre, Lynn annonce que Herbert sera titulaire pour le reste de la saison. Taylor joue brièvement lors du match de la 9e semaine contre les Raiders. Après un touchdown, Taylor entre sur le terrain pour une tentative de conversion en deux points après qu'Herbert ait été préservé après avoir pris un coup. la tentative échoue et Herbert reprend ensuite sa place sur le terrain (défaite 26 à 31).

#### Texans de Houston
Le 22 mars 2021, après deux saisons passées avec les Chargers, Taylor signe un contrat d'un an avec les Texans de Houston. Il retrouve ainsi l'entraîneur principal David Culley qui l'avait dirigé chez les Bills de Buffalo en 2017. Le 6 septembre 2021, Culley désigne Taylor en tant que titulaire pour le poste de quarteback pour le premier match de la saison en raison de problèmes juridiques rencontrés par Deshaun Watson. Il remporte le match 37 à 21 joué contre les Jaguars et y réussit 21 des 23 passes tentées, gagnant 291 yards et inscrivant 2 touchdons à la passe avec 41 yards supplémentaires gagnés à la course. La semaine suivant contre les Browns, Taylor se blesse aux ischio-jambiers au cours de la première mi-temps et est remplacé par le débutant Davis Mills. Placé le 21 septembre sur la liste des blessés, il est réactivé le 21 septembre. En 13e semaine contre les Colts, il est remplacé par Mills au cours du troisième quart temps. Il termine le match avec 5 passes réussies sur 13 tentées dont une interceptée. Houston perd le match 0 à 31, le second blanchiment de la saison. Le 10 décembre, Culley annonce que Mills sera le titulaire pour le reste de la saison.

#### Giants de New York
Le 17 mars 2022, après une saison chez les Texans, il signe un contrat de deux ans pour un montant de 11 millions de dollars avec les Giants de New York devenant le remplaçant du quarterback titulaire Daniel Jones.
Il joue son premier match pour les Giants en 4e semaine de la saison 2022 lors du match contre les Bears de Chicago en entrant au cours du 3e quart temps. Il y subit une commotion, la 4e en cinq saisons. Il avait du remplacer Jones victime d'une entorse à la cheville,.
Lors du 5e match de la saison 2023 contre Miami, Jones se blesse au cou et Taylor le remplace, réussissant 9 des 12 passes tentées pour un gain de 86 yards auxquels s'ajoutent 14 yards gagnés à la course. La semaine suivante, contre son ancienne équipe des Bills, Taylor est titularisé et devient le deuxième quarterback noir de l'histoire des Giants de New York après Geno Smith en 2017. Néanmoins, les Giants perdent 9 à 14 lors du dernier jeu du match.

#### Jets de New York
Le 14 mars 2024, Taylor signe un contrat de deux ans avec les Jets de New York.

## Statistiques

### En NCAA
| Année       | Équipe                  | Statut      | MJ |         | Passes   | Passes | Passes | Passes | Passes | Passes | Passes  |       | Courses | Courses | Courses | Courses |
| Année       | Équipe                  | Statut      | MJ | Tentées | Réussies | Pct.   | Yards  | TD     | Int.   | Éval.  | Tentées | Yards | Moy.    | TD      |         |         |
| 2007        | Hokies de Virginia Tech | Fr.         | 11 | 134     | 072      | 53,7   | 0 927  | 05     | 3      | 119,7  | 102     | 429   | 4,2     | 6       |         |         |
| 2008        | Hokies de Virginia Tech | So.         | 12 | 173     | 099      | 57,2   | 1 036  | 02     | 7      | 103,2  | 147     | 738   | 5,0     | 7       |         |         |
| 2009        | Hokies de Virginia Tech | Jr.         | 13 | 243     | 136      | 56,0   | 2 611  | 13     | 5      | 149,4  | 106     | 370   | 3,5     | 5       |         |         |
| 2010        | Hokies de Virginia Tech | Sr.         | 14 | 315     | 188      | 59,7   | 2 743  | 24     | 5      | 154,8  | 146     | 649   | 4,5     | 5       |         |         |
| Totaux NCAA | Totaux NCAA             | Totaux NCAA | 50 | 865     | 495      | 57,2   | 7 017  | 44     | 20     | 137,5  | 501     | 2 196 | 4,4     | 23      |         |         |

### En NFL
| Légende | Légende                         |
| ------- | ------------------------------- |
|         | A remporté le Super Bowl        |
|         | Mène la statistique de la Ligue |
| Gras    | Record en carrière              |

| Année              | Équipe                  | MJ |                 | Passes          | Passes          | Passes          | Passes          | Passes          | Passes          | Passes          |                 | Courses         | Courses         | Courses | Courses |     | Sacks  | Sacks |  | Fumbles | Fumbles |
| Année              | Équipe                  | MJ | Tentées         | Réussies        | Pct.            | Yards           | TD              | Int.            | Éval.           | Tentées         | Yards           | Moy.            | TD              | Nb.     | Yards   | Nb. | Perdus |       |  |         |         |
| 2011               | Ravens de Baltimore     | 03 | 01              | 01              | 100,0           | 018             | 0               | 0               | 118,8           | 01              | 02              | 2,0             | 0               | 02      | 03      | 0   | 0      |       |  |         |         |
| 2012               | Ravens de Baltimore     | 07 | 029             | 017             | 058,6           | 0179            | 0               | 1               | 062,3           | 014             | 073             | 05,2            | 1               | 03      | 030     | 0   | 0      |       |  |         |         |
| 2013               | Ravens de Baltimore     | 03 | 05              | 01              | 020,0           | 02              | 0               | 1               | 00,0            | 08              | 064             | 08,0            | 0               | 0       | 0       | 0   | 0      |       |  |         |         |
| 2014               | Ravens de Baltimore     | 01 | -               | -               | -               | -               | -               | -               | -               | 04              | - 03            | -0,8            | 0               | 0       | 0       | 0   | 0      |       |  |         |         |
| 2015               | Bills de Buffalo        | 14 | 380             | 242             | 063,7           | 3 035           | 20              | 6               | 099,4           | 104             | 568             | 05,5            | 4               | 36      | 212     | 9   | 1      |       |  |         |         |
| 2016               | Bills de Buffalo        | 15 | 436             | 269             | 061,7           | 3 023           | 17              | 6               | 089,7           | 095             | 580             | 06,1            | 6               | 42      | 192     | 4   | 2      |       |  |         |         |
| 2017               | Bills de Buffalo        | 15 | 420             | 263             | 62,6            | 2 799           | 14              | 4               | 089,2           | 084             | 427             | 05,1            | 4               | 46      | 256     | 4   | 2      |       |  |         |         |
| 2018               | Browns de Cleveland     | 04 | 085             | 042             | 049,4           | 0 473           | 02              | 2               | 063,7           | 016             | 125             | 07,8            | 1               | 13      | 081     | 3   | 0      |       |  |         |         |
| 2019               | Chargers de Los Angeles | 08 | 06              | 04              | 066,7           | 033             | 01              | 0               | 120,1           | 010             | 07              | 00,7            | 0               | 0       | 0       | 0   | 0      |       |  |         |         |
| 2020               | Chargers de Los Angeles | 02 | 030             | 016             | 053,3           | 0 208           | 0               | 0               | 075,4           | 06              | 07              | 01,2            | 0               | 02      | 01      | 0   | 0      |       |  |         |         |
| 2021               | Texans de Houston       | 06 | 150             | 091             | 060,7           | 0 966           | 05              | 5               | 076,5           | 019             | 125             | 07,9            | 3               | 13      | 119     | 3   | 0      |       |  |         |         |
| 2022               | Giants de New York      | 03 | 08              | 06              | 075,0           | 0 58            | 01              | 1               | 084,8           | 05              | 070             | 14,0            | 0               | 03      | 018     | 2   | 1      |       |  |         |         |
| 2023               | Giants de New York      | 11 | 180             | 116             | 064,4           | 1 341           | 05              | 3               | 089,1           | 038             | 197             | 05,2            | 0               | 17      | 094     | 4   | 0      |       |  |         |         |
| 2024               | Jets de New York        | ?  | Saison en cours | Saison en cours | Saison en cours | Saison en cours | Saison en cours | Saison en cours | Saison en cours | Saison en cours | Saison en cours | Saison en cours | Saison en cours | ?       | ?       | ?   | ?      |       |  |         |         |
| Totaux en carrière | Totaux en carrière      | 92 | 1 730           | 1 068           | 61,7            | 12 135          | 65              | 29              | 88,3            | 404             | 2 268           | 5,6             | 19              | 177     | 1 006   | 29  | 6      |       |  |         |         |

| Année | Équipe           | MJ |         | Passes   | Passes | Passes | Passes | Passes | Passes | Passes  |       | Courses | Courses | Courses | Courses |     | Sacks  | Sacks |  | Fumbles | Fumbles |
| Année | Équipe           | MJ | Tentées | Réussies | Pct.   | Yards  | TD     | Int.   | Éval.  | Tentées | Yards | Moy.    | TD      | Nb.     | Yards   | Nb. | Perdus |       |  |         |         |
| 2017  | Bills de Buffalo | 1  | 37      | 17       | 45,9   | 137    | 0      | 1      | 44,2   | 7       | 27    | 3,9     | 0       | 2       | 15      | 0   | 0      |       |  |         |         |

* N'a participé à aucune action de jeu lors des séries éliminatoires 2011, 2012, 2014 avec les Ravens et 2023 avec les Giants.

## Vie privée
Taylor considère avoir été inspiré au niveau sportif par Steve Young, Warren Moon, Michael Vick et Allen Iverson,. Il est chrétien ayant été élevé dans la foi par ses parents. En 2020, Taylor effectue un versement de 25 000 $ via sa fondation en faveur d'une banque alimentaire de la péninsule de la Virginie pendant la pandémie de Covid-19.
Alors qu'il rejoint les Browns et qu'il passe en vedette sur Hard Knocks, une controverse mineure sur la façon de prononcer le prénom de Taylor émerge. Alors que la grande majorité des gens, y compris les analystes de télévision et le père et les entraîneurs de Taylor, le prononçaient « TIE-rod » depuis des années, le garde des Browns Joel Bitonio et le quarterback Brogan Roback ont été entendus dans l'émission Hard Knocks le prononcer « tuh-ROD ». Cette prononciation a été confirmée par la mère de Taylor ainsi que le vice-président des opérations des Browns. Interpellé à ce sujet, Taylor a plaisanté en disant que même s'il avait entendu « TIE-rod » la majeure partie de sa vie et qu'il l'avait suivi, sa mère lui avait donné le nom de « tuh-ROD », mais qu'elle « ne l'appelait jamais par son prénom ».